# Liste von Sprengstoffanschlägen im Jahr 1985
Die Liste von Sprengstoffanschlägen im Jahr 1985 erfasst Anschläge mit Sprengladungen und anderen Spreng- und Brandvorrichtungen gegen Einrichtungen und Ansammlungen von Menschen, die im Jahr 1985 passierten. Zu den Formen zählen unter anderem Auto- und Rucksackbomben. Siehe auch Liste von Anschlägen auf Verkehrsflugzeuge.

## Liste
| Datum         | Ereignis                                                                                | Ort               | Staat                  | Tote     | Verletzte | Anmerkung, Quellen                                                                         |
| ------------- | --------------------------------------------------------------------------------------- | ----------------- | ---------------------- | -------- | --------- | ------------------------------------------------------------------------------------------ |
| 12. Jan. 1985 | Sprengstoffanschlag auf muslimisches Wohnviertel                                        | Beirut            | Libanon                | 4        | 37        | [ 1 ]                                                                                      |
| 15. Jan. 1985 | Granatenangriff auf Militärfahrzeug                                                     | Davao City        | Philippinen            | 0        | 27        | [ 2 ]                                                                                      |
| 19. Jan. 1985 | Sprengstoffanschlag auf Computer-Rechenzentrum                                          | Stuttgart         | Deutschland            | 1        | 1         | [ 3 ]                                                                                      |
| 21. Jan. 1985 | Anschlag mit Autobombe auf Wohngebäude                                                  | Sidon             | Libanon                | 2        | 30        | [ 4 ]                                                                                      |
| 1. Feb. 1985  | Anschlag mit Autobombe auf Moschee                                                      | Tripoli           | Libanon                | 10       | 60        | [ 5 ]                                                                                      |
| 2. Feb. 1985  | Sprengstoffanschlag auf Bar                                                             | Athen             | Griechenland           | 0        | 80        | [ 6 ]                                                                                      |
| 5. Feb. 1985  | Selbstmordattentat mit Autobombe auf israelische Militäreinheit                         | Tyros             | Libanon                | 12       | 60        | [ 7 ]                                                                                      |
| 10. Feb. 1985 | Anschlag mit Autobombe auf Milizgebäude                                                 | Tripoli           | Libanon                | 75       | 20        | [ 8 ]                                                                                      |
| 25. Feb. 1985 | Anschlag mit Autobombe auf schiitischen Vorort                                          | Beirut            | Libanon                | 6        | 30        | [ 9 ]                                                                                      |
| 28. Feb. 1985 | Mörserangriff auf Polizeistützpunkt                                                     | Newry             | Vereinigtes Königreich | 9        | 30        | [ 10 ]                                                                                     |
| 4. März 1985  | Sprengstoffanschlag auf Moschee                                                         | Süd-Libanon       | Libanon                | 15       | 55        | [ 11 ]                                                                                     |
| 7. März 1985  | Sprengstoffanschlag auf Kaufhaus                                                        | Dortmund          | Deutschland            | 0        | 9         | [ 12 ]                                                                                     |
| 8. März 1985  | Beiruter Autobombenanschlag vom 8. März 1985                                            | Beirut            | Libanon                | 80+      | 250       | [ 13 ]                                                                                     |
| 4. Apr. 1985  | Sprengstoffanschlag auf Gericht                                                         | Newry             | Vereinigtes Königreich | 2        | 9         | [ 14 ]                                                                                     |
| 12. Apr. 1985 | Sprengstoffanschlag auf Restaurant                                                      | Madrid            | Spanien                | 2        | 9         | [ 15 ]                                                                                     |
| 12. Mai 1985  | Anschlag mit Autobombe auf Basar                                                        | Teheran           | Iran                   | 15       | 50        | [ 16 ]                                                                                     |
| 14. Mai 1985  | Anschlag mit Schusswaffen und Mörser auf Polizeiposten                                  | Lupon             | Philippinen            | 23       | 0         | [ 17 ]                                                                                     |
| 14. Mai 1985  | Anschlag mit Schusswaffen und Sprengstoff auf singhalesische Zivilisten                 | Anuradhapura      | Sri Lanka              | 146      | 100       | [ 18 ]                                                                                     |
| 22. Mai 1985  | Autobombenanschlag auf das Haus des Präsidenten                                         | Beirut            | Libanon                | 60       | 200       | [ 19 ]                                                                                     |
| 28. Mai 1985  | Sprengstoffanschlag auf Gebäude und Militäreinheit                                      | Johannesburg      | Südafrika              | 0        | 33        | [ 20 ] [ 21 ]                                                                              |
| 14. Juni 1985 | Selbstmordattentat mit Autobombe auf Militärstützpunkt                                  | Beirut            | Libanon                | 23       | 42        | [ 22 ]                                                                                     |
| 14. Juni 1985 | Anschlag mit Autobombe im Stadtzentrum                                                  | Belfast           | Vereinigtes Königreich | 0        | 24        | [ 23 ]                                                                                     |
| 17. Juni 1985 | Anschlag mit Autobombe auf Süßwarenhandlung                                             | Tripoli           | Libanon                | 75       | 100       | [ 24 ]                                                                                     |
| 19. Juni 1985 | Anschlag auf den Flughafen Frankfurt am Main                                            | Frankfurt am Main | Deutschland            | 4        | 41        | Detonation eines Sprengsatzes in einem Abfallbehälter in der Abflughalle B des Terminals 1 |
| 23. Juni 1985 | Sprengstoffanschlag auf Flugzeug                                                        | Narita            | Japan                  | 2        | 4         | [ 26 ]                                                                                     |
| 23. Juni 1985 | Air-India-Flug 182                                                                      |                   |                        | 329      | 0         | Sprengstoffanschlag auf Flugzeug                                                           |
| 1. Juli 1985  | Sprengstoffanschlag auf Flughafen                                                       | Madrid            | Spanien                | 1        | 27        | [ 28 ]                                                                                     |
| 22. Juli 1985 | Sprengstoffanschlag auf Synagoge und Northwest-Airlines-Büros                           | Kopenhagen        | Dänemark               | 1        | 32        |                                                                                            |
| 31. Juli 1985 | Sprengstoffanschlag                                                                     | Aleppo            | Syrien                 | 30       | 30        | [ 29 ]                                                                                     |
| 8. Aug. 1985  | Sprengstoffanschlag auf die Rhein-Main Air Base                                         | Frankfurt am Main | Deutschland            | 2        | 23        | [ 30 ]                                                                                     |
| 9. Aug. 1985  | Sprengstoffanschlag auf die iranische Botschaft                                         | Bonn              | Deutschland            | 0        | 1         | [ 31 ]                                                                                     |
| 14. Aug. 1985 | Anschlag mit Autobombe auf Apartmentkomplex                                             | Beirut            | Libanon                | 15       | 120       | [ 32 ]                                                                                     |
| 15. Aug. 1985 | Sprengstoffanschlag auf Nachtclub                                                       | Durban            | Südafrika              | 0        | 30        | [ 33 ]                                                                                     |
| 17. Aug. 1985 | Anschlag mit Autobombe auf Supermarkt                                                   | Beirut            | Libanon                | 50       | 100       | [ 34 ]                                                                                     |
| 19. Aug. 1985 | Anschlag mit Autobombe auf Café                                                         | Beirut            | Libanon                | 29       | 82        | [ 35 ]                                                                                     |
| 20. Aug. 1985 | Anschlag mit Autobombe                                                                  | Tripoli           | Libanon                | 44       | 90        | [ 36 ]                                                                                     |
| 3. Sep. 1985  | Mörserangriff auf Polizeitrainingszentrum                                               | Enniskillen       | Vereinigtes Königreich | 0        | 30        | [ 37 ]                                                                                     |
| 4. Sep. 1985  | Anschlag mit Autobombe auf Dorf                                                         | Bekaa-Ebene       | Libanon                | 14       | 50        | [ 38 ]                                                                                     |
| 15. Sep. 1985 | Sprengstoffanschlag auf Kino                                                            | Lala              | Philippinen            | 35       | 100       | [ 39 ]                                                                                     |
| 16. Sep. 1985 | Granatenangriff auf Café                                                                | Rom               | Italien                | 0        | 38        | [ 40 ]                                                                                     |
| 17. Sep. 1985 | Selbstmordattentat mit Autobombe auf Milizionäre                                        | Beirut            | Libanon                | 30       | 0         | [ 41 ]                                                                                     |
| 25. Sep. 1985 | Sprengstoffanschlag auf die Maputos Infrastruktur, Brandstiftung eines Militärarsenals  | Maputo            | Mosambik               | 8        | 136       | [ 42 ] [ 43 ]                                                                              |
| 10. Okt. 1985 | Anschlag mit Granaten, Gewehren, Panzerfäusten und Mörser auf Militärausbildungszentrum | La Unión          | El Salvador            | 42 (+10) | 60        | [ 44 ]                                                                                     |
| 14. Okt. 1985 | Sprengstoffanschlag auf Hahnenkampf-Arena                                               | Lala              | Philippinen            | 13       | 52        | [ 45 ]                                                                                     |
| 18. Okt. 1985 | Anschlag mit Autobombe auf Einkaufszentrum                                              | Derry             | Vereinigtes Königreich | 0        | 30        | [ 46 ]                                                                                     |
| 12. Nov. 1985 | Selbstmordattentat mit Autobombe auf Kloster                                            | Nord-Libanon      | Libanon                | 4        | 26        | [ 47 ]                                                                                     |
| 22. Nov. 1985 | Sprengstoffanschlag auf Eisenbahnwagen                                                  | Punjab (Indien)   | Indien                 | 2        | 22        | [ 48 ]                                                                                     |
| 24. Nov. 1985 | Anschlag mit Autobombe auf AAFES-Geschäft                                               | Frankfurt am Main | Deutschland            | 0        | 34        | [ 49 ]                                                                                     |
| 29. Nov. 1985 | Anschlag mit Schusswaffen und Raketen auf Militäreinheit                                | Urabá             | Kolumbien              | 23       | 0         | [ 50 ]                                                                                     |
| 29. Nov. 1985 | Mörserangriff auf Dorf                                                                  | Cali              | Kolumbien              | 19       | 40        | [ 51 ]                                                                                     |
| 7. Dez. 1985  | Sprengstoffanschlag auf die Galerie Printemps und ein Einkaufszentrum                   | Paris             | Frankreich             | 0        | 43        | [ 52 ] [ 53 ]                                                                              |
| 16. Dez. 1985 | Anschlag mit Schusswaffen und Granatwerfer auf Militärkonvoi                            | Munai             | Philippinen            | 16       | 35        | [ 54 ]                                                                                     |
| 23. Dez. 1985 | Sprengstoffanschlag auf Einkaufszentrum                                                 | Amanzimtoti       | Südafrika              | 5        | 40        | [ 55 ]                                                                                     |
| 27. Dez. 1985 | Terroranschlag am Flughafen Wien-Schwechat                                              | Wien, Rom         | Italien, Österreich    | 19 (+4)  | 138 (+1)  | [ 56 ] [ 57 ]                                                                              |